# (6363) Doggett
Pour les articles homonymes, voir Doggett.
(6363) Doggett est un astéroïde de la ceinture principale.

## Description
(6363) Doggett est un astéroïde de la ceinture principale. Il fut découvert le 6 février 1981 à la station Anderson Mesa par Edward L. G. Bowell. Il présente une orbite caractérisée par un demi-grand axe de 2,31 UA, une excentricité de 0,15 et une inclinaison de 5,7° par rapport à l'écliptique.

## Compléments